# Llamigo
Llamigo (oficialmente en asturiano: Llamigu) es una pueblo español del concejo de Llanes, en el Principado de Asturias, perteneciente a la parroquia de Nueva. Su altitud es de 317 metros aproximadamente, y se sitúa a unos 4 kilómetros del pueblo de Nueva, que da nombre a la parroquia a la que pertenece, y a unos 23 kilómetros de la capital del concejo.

## Festejos
El 9 de septiembre se celebra la fiesta de Nuestra Señora de Loreto, en la que se celebra una misa solemne con procesión, carrera de caballos y una batalla con vino.